# Jakob Dont
Jakob Dont (Wenen, 2 maart 1815 - aldaar, 17 november 1888) was een Oostenrijks violist, componist en muziekpedagoog.
Dont ontving zijn opleiding van Joseph Böhm en Georg Hellmesberger, Sr. aan het Weens conservatorium. Onder zijn studenten bevond zich Leopold Auer. Dont werd vooral bekend door zijn vioolmethodes en -etudes.